# 신미래
신미래(본명: 신은진, 1990년 8월 17일~)는 대한민국의 여성 트로트 가수 겸 물리치료사이다.

## 개요
2014년 12월 13일 싱글 앨범 《사랑이 필요합니다》로 데뷔했으며, 2015년까지 TV 음악프로에 자주 출연하다가 2016년부터 KBS 1TV '가요무대'에 단골로 출연하고 있으며, 예능프로 및 각종 행사에도 출연 중이다.
그녀의 감미롭고 상큼한 향기가 가득한 사랑스런 목소리는 60~70년대 향수를 불러 일으키며, '리틀 심수봉'이라 불리고 있다. 최근 '트롯 전국체전'에 출연하면서 모두를 녹이는 목소리로 힐링하는 기분을 느끼게 한다하여 '음색요정', '음색마녀'란 별칭도 생겼고, 노래할 때 목소리가 마치 1940년대 레코드판에서 흘러나오는 만요같다 하여 '인간 축음기'라는 별칭도 생겼다.
주요 장르는 트로트이며, 대중적으로 만요를 잘 부르는 가수로 알려져 있으나 유행가나 정통트로트도 잘 부른다. 다양한 장르의 커버곡을 유튜브 채널에 올리고 있으며 구독자들로부터 실력을 인정받으며 성장하고 있다.
'트롯 전국체전'에서 이름을 알리며 '트롯 전국체전 전국투어 콘서트'에 합류하며, 각종 방송 프로그램에 출연 중이다.
먹는 것을 좋아하는데 '고기가 좋아' Song까지 부를 정도로 삼겹살을 사랑하고 탕수육을 즐긴다. 아이스아메리카노, 믹스커피도 즐겨 마신다.
데뷔 6년만인 2020년 3월 첫 팬카페가 만들어지고 팬미팅이 있었다.
'신미래'라는 예명은 현 소속사 대표가 '트로트의 새로운 미래'라는 의미로 지었다고 한다.

## 생애
신미래는 1990년 강원도 춘천시에서 2녀 중 장녀로 태어났다. 본관은 영월 신씨(寧越辛氏)이다. 어릴 적 부친이 좋아하는 나훈아, 심수봉의 노래를 들으며 자랐다. 중학교 때 우연히 접한 〈오빠는 풍각쟁이〉를 처음 들었을 때 너무 자신의 스타일이고 잘 맞는 것 같아서 트로트와 만요에 관심을 갖고 의암호 공지천에서 주로 노래 연습을 했으며, 춘천 YMCA 청소년 가요제에서는 트로트 곡으로 대상을 수상했고, 춘천 소양강 처녀 가요제 금상 등 춘천 지역의 가요제에서 다수 수상하며 실력을 인정받았다. 학창시절 노래방에 가면 늘 일반 가요보다 트로트가 잘 어울린다는 말을 들었다. 가수가 되겠다고 선언하자, 어머니가 "먹고 살 일은 만들어 놓고 하라"고 해서 한림성심대학교 물리치료과를 졸업하고 약 2년 간 물리치료사로 근무했다. 가수 데뷔 후에는 가수 일이 많지 않아 춘천에서 각종 알바를 하기도 했지만, 가수 일과 알바로 물리치료사 일을 병행하기 위해 춘천을 떠나 2017년 서울로 이사한 후 주3~4회 물리치료사 알바를 하며 가수의 길을 이어갔다. 2020년 가을 무렵 오디션 프로인 '트롯 전국체전'에 집중하기 위해 알바를 그만 두었고, 2021년 '트롯 전국체전 전국투어 콘서트'에 합류하면서 콘서트를 준비하며 각종 방송 프로그램에 출연 중이다.
2022년 1월 8일 팬카페에 결혼 소식을 공식 발표하고, 3월 12일 5년간 사귀던 비연예인(회사원)과 비공개로 결혼식을 올렸다.

## 데뷔
2013년 JTBC 《미라클 코리아》에서 '21세기 만요 소녀'로 등장하여 주목 받았고, 이를 눈여겨 본 '심플엔터' 이선주 대표로부터 연락을 받았다고 한다. 2014년 12월 13일 '쇼! 음악중심'을 데뷔 무대로 했으며, 싱글 앨범 《사랑이 필요합니다》는 12월 18일 발매했다. 타이틀곡인 〈사랑이 필요합니다〉는 보사노바 리듬의 경쾌한 트로트 곡이다.

## 연예 활동
- 〈공식 팬카페〉 - 2020년 3월 3일 신미래의 공식 팬카페 "트로트의 새로운 미래 신미래 공식 팬카페 미래정"이 만들어졌다. 신미래가 가입한 카페는 여기가 유일하다. 신미래의 동생이 개설해 운영 중이다. 그 동안 카페 주소가 잘 홍보되지 않아 아직은 회원수가 적지만, 최근 '트롯 전국체전' 이후 카페 주소를 유튜브 채널에 공개한 뒤 회원수가 빠르게 증가하고 있다.

- 〈유튜브 채널 운영〉 - 2018년 12월 11일부터 본인의 유튜브 채널 '신미래'를 소속사와 무관하게 직접 운영하고 있다. 일제시대 만요부터 최신 아이돌 음악까지 그녀만의 색으로 재해석하여 주 2회(화/금요일 밤 10시)업로드한다. '최초 공개' 20분 전부터 신미래가 직접 채팅에 참여한다. 댓글이 달리면, 1주일에 하루 몰아서 하트를 모두 달아주고(심지어 커뮤니티의 댓글에도 하트를 모두 달아준다), 다른 가수들에 비해 답글을 많이 달아주는 편이다. 유튜브 구독자수는 '트롯 전국체전' 참가 이전 2.01만명에서 2021년 9월 25일 9.23만명으로 7.22만명 증가했고, 2022년 5월 12일 10만명을 돌파하며 구독자와의 약속대로 첫 실시간 방송을 진행했다. '트롯 전국체전' 출연 때문에 잠시 커버곡 업로드를 중지했다가 2021년 5월 30일부터 다시 업로드 하고 있으며, 커뮤니티 게시판에는 매주 소식을 알리며 팬들과 소통을 이어가고 있다. 2021년 5월 29일 '미래테레비'에서 '신미래'로 개칭하였다.

- 2009년12월 12일 TBS 〈제2회 대학생 트로트 가요제〉에 1번 참가자 신은진으로 참가해 〈책임지세요〉를 불렀다.[4]

- 2013년 3월 15일 JTBC '미라클 코리아' 4회에 '21세기 만요 소녀' 신은진(24세)으로 출연해 1930년대 유행했던 만요를 간드러지게 부르는 것은 물론 노래에 맞는 실감나는 표정연기까지 선보여 남자 출연진들의 마음을 녹였다. '조선시대 아이유 같다'는 말까지 나왔다. 출연진들은 '오빠는 풍각쟁이'의 열창이 끝나자 '오빠'라고 불러 달라 요구했고, 이에 자신의 주특기인 간드러진 콧소리로 '어ㅂ빠~'를 연발해 출연진들을 쓰러지게 만들었다.[5]

- 2014년 12월 13일 MBC '쇼! 음악중심' 첫 출연 당시 깜찍하고 발랄한 외모와 독특한 목소리, 상큼한 노래로 실시간 검색어 순위 1위에 오를 만큼 화제가 됐다.[6]

- 데뷔곡인 〈사랑이 필요합니다〉는 음반이 출시되기 전 친구의 결혼식에서 〈사랑이 필요합니다〉를 축가로 불러 주고, JTBC 가상 재혼프로그램 '님과 함께'에서 커플로 출연한 임현식과 박원숙의 테마곡으로 지정된 이후 결혼식 축가 요청이 쇄도했다.[7]

- KBS 1TV 가요무대에 2016년부터 단골로 출연하여[8] 70년대 청순미를 물씬 풍기며 길게 간드러지는 목소리로 대중들로부터 많은 사랑을 받고 있다.

- 2019년 6월 30일 tvN《슈퍼히어러》'진짜 성인을 찾아라'에 게스트로 출연해 동안 미모를 드러내며, "장윤정을 존경해왔다. 오래 사랑받을 수 있는 트로트 공무원이 되고 싶다"는 소망을 밝혔다.[9]

- 2019년 11월 17일 TV조선 '모란봉클럽'에 출연해 북한 노래의 특징을 콕콕 집어 설명했다. '한 사람처럼 불러야 제맛', '그래야 강렬하고 웅장한 느낌이 든다','첫음절을 강조한다' 고 설명해 출연진들을 감탄하게 했다. 북한 노래 〈아직은 말 못해〉를 리설주 뺨치게 똑같은 몸동작과 목소리로 불러 출연진들이 '잘한다~'며 앵콜을 외쳤다. 이날 그녀에게는 '리틀 리설주' 수식어까지 붙었다.

- 2020년 1월 27일 KBS 1TV 《우리말 겨루기》'설 특집'에 출연하여 이목을 끌어서 다음 실시간 검색어 1위를 하였다. 그녀는“우앙 실시간 검색어 1위 감사합니다. 재밌게 보셨나요? 저는 너무 재밌었어요”라고 인스타그램에 소감을 밝혔다.[10]

- 2020년 5월 29일 MBC충북 《더 트로트》 '오마이트로트'에 출연해 "저에게 트로트란 지문입니다. 사람마다 지문이 각기 다르듯이 남들에게는 없는 신미래만의 독특한 목소리와 매력으로 여러분에게 오래오래 사랑받는 가수가 되고 싶어요."라고 밝혔다.

- '리틀 심수봉'이라 불리는 그녀는 2020년 9월 11일 KBS 2TV 《연중라이브》에 출연해 "(심수봉과) 컬라보 하는 게 제 평생 소원이다"고 밝혔다.[11]

- 2020년 12월 12일 KBS 2TV '트롯 전국체전' 2회에 출연해 심수봉의 〈남자는 배 여자는 항구〉로 무대를 꾸몄다. 그녀는 "가수 7년차인데 무명가수다. 항상 행사가 없어서 알바로 물리치료사를 하게 됐다. 불행하면서까지 (노래를) 해야하나 라는 고민이 있었다. 신미래를 알리는 마지막 기회라고 생각하고 최선을 다하겠다"라고 사연을 밝혔다.[12] 단아한 미소는 물론, 귀를 호강시키는 독특한 음색으로 감독, 코치진들 단번에 사로잡았다. 무대가 끝난 후 전라 감독인 남진은 “표정이 말할 것도 없이 완벽했고 자기만의 색으로 잘 꾸몄다”고 칭찬했고, 강원 코치진인 박구윤은 “신미래의 노래로 물리치료를 받은 것 같아 기쁘고 행복하다”고 칭찬을 아끼지 않았다. 비주얼과 실력, 끼를 모두 잡은 무대 덕분에 신미래는 8개 지역의 별을 받아 8도 올스타에 등극했고, 강원을 희망 지역으로 선택해 대표 선수가 됐다.[13] 방송 이후 2021년 2월 24일 현재 이 영상의 조회수는 135만회이다.

- 2021년 1월 2일 KBS 2TV 《트롯 전국체전》 5회 2라운드 '지역별 팀대결'에 이소나, 황홍비, 공훈과 함께 '천연조미료' 팀으로 1차전에 출전하여 조용필의 〈강원도 아리랑〉을 열창, 첫 소절만으로도 8개 지역 대표 감독과 코치진, 응원단장을 미소짓게 했다. 특히 '천연조미료'는 4인 4색 다채로운 목소리로 완벽한 하모니를 선사하는가 하면, 모두가 하나 된 무대로 함께 따라 부르는 즐거움까지 안겼다. 신미래는 특유의 엷은 비음이 섞인 미색의 고음으로 구성지게 불렀다. 이에 서울 코치진 홍경민은 "얘네 원래 이렇게 잘했나?"하며 깜짝 놀랬다.[14] 신미래는 짧은 스커트의 퓨전 한복과 붉은색 귀걸이로 눈부신 미모를 한껏 뽐냈다. 전라 팀 '여걸쓰리'를 큰 점수차로 이겼지만, 강원 팀이 2차 대결에서 전라 팀에 패했다. 승부르기에서 강원 주장 공훈이 현역 가수 반가희를 근소하게 누르며, 강원 팀 전원이 3라운드에 진출했다.

- 2021년 1월 9일 KBS 2TV 《트롯 전국체전》 6회 3라운드 '1:1 데스 매치'에 출연하여 진방남의 〈꽃마차〉를 열창했다. 그녀는 '그냥 마지막 무대라는 생각으로 쏟아내겠다'는 각오로 경상 지역 김용빈을 지목하며 '용빈씨 제가 여기계신 모든 분들과 함께 타임머신을 타고 1940년대로 갈거에요. 집으로 안전히 귀가하시길 바랍니다'라고 기선제압하는데 성공했다. MC 윤도현이 '듣는 순간 묘하게 빠져드는 독보적인 음색, 마성의 블랙홀 보이스'라고 소개하면서 그녀가 1930년대 스타일의 허리가 잘록하고 어깨가 솟은 보라색 원피스 차림으로 무대에 등장 하자 분위기가 산뜻해졌다. '음색요정' 신미래의 첫 소절이 시작되자 강원 감독 김범룡 '캬 예술이다. 만요', 경상 코치 황치열은 '너무 어울리는 선곡이다', 조정민은 '의상도 딱 어울린다', 제주 감독 고두심은 '축음기야~'라는 찬사가 나왔고, 대기실에 있던 윤서령은 동공 풀려버렸고, '볼륨 좀 올려주세요 제발'이라는 요청이 울려퍼졌다. 깜찍하고 사푼사푼한 춤사위가 어우러진 신미래 특유의 상큼하고 사랑스런 콧소리가 이어지자 나태주는 '대박이야 대박'이라고 감탄했고, 모두가 흥겨워 어깨 춤이 이어졌다. 조정민은 '인형같애'라며 그녀의 미모에 관심을 보였다. 무대가 끝난 후 기립박수가 나왔고, 심사평에서 경상 감독 설운도는 '신미래씨가 나와서 첫소절 부를 때 근래에 듣기 드문 음성을 딱 들었다. 고음을 올리는데도 굉장이 묘한 소리가 나면서 왜 그렇게 사람을 확 끌어 당기죠?'라고 극찬하였다. 두 선남선녀의 대결은 12 대 6으로 신미래가 승리를 차지해 4라운드에 진출하였다. 이날 신미래는 노래할 때 목소리가 마치 1940년대 축음기에서 흘러나오는 노랫소리같다 하여 '인간 축음기'라는 별칭까지 생겼다.[15] 9~10일 이틀간 위키백과 신미래의 페이지뷰가 2100를 넘겼다. 신미래가 부른 〈꽃마차〉는 BGM차트 2021년 3주차에 42위에 올랐고, 5주차에는 81위로 참가자들 중 유일하게 차트 순위에 올랐다. 2021년 3월 26일 기준 'KBS 골든케이팝' 영상 조회수는 255만회이다.

- 2021년 1월 23일 KBS 2TV 《트롯 전국체전》 8회 4라운드 '지역 대통합 〈듀엣 미션〉'에 강원 신미래와 글로벌 김윤길은 '미래로 가는 길' 팀이 되어 현인의 〈꿈 속의 사랑〉을 선곡해 무대에 올랐다. 강원 신미래는 패기 있게 경상 진해성에게 듀엣을 제안하지만 "너랑 나랑 목소리가 어울릴지 모르겠다"라고 거절당해 웃픈 상황의 주인공이 됐다. 그 후 글로벌 김윤길과 '미래로 가는 길'로 뭉쳐 듀엣 무대를 선보이게 된 신미래는 "거절해준 해성 군에게 감사하다"며 김윤길과 커플 케미를 자랑하거나, 인형 비주얼을 뽐내며 눈길도 끌었다.[16] 봄 기운이 느껴지는 노란색 계열의 화사한 커플룩을 입고 등장한 ‘미래로 가는 길’ 팀은, 미리 보는 결승전으로 기대를 모았다.[17] 신미래는 김윤길과 함께 '꿈속의 사랑'을 스윙 트로트로 재해석하며 유니크한 음색과 수준급 안무 실력으로 모두를 사로잡으며 무대를 장악했고, 최초로 안무에 도전하며 실력에 숨겨놓았던 끼를 대방출했다.[18] 심사평에서 경상 감독 설운도는 "깜짝 놀랐다. 심수봉씨 목소리 같기도 하고 주현미씩 목소리 같기도 하고 묘한 감칠맛 나는 목소리에서 사람을 끌어 땡기는 마력을 지닌 가수, 가요계에 꼭 필요한 인재"라고 칭찬했고, 충청 감독 조항조는 '김윤길씨가 신미래씨를 위해 굉장히 많은 배려를 한 듯 하다. 신미래가 돋보이게 한건 김윤길의 배려도 있다. 김윤길씨 훌륭했다'고 칭찬했다. 제주 코치 주영훈은 "앞서의 무대로 인해 어느 정도의 기대치가 있는데 두 분의 기대치가 굉장이 높았다. 두 분은 그 이상을 보여주었다.", 경기 코치 나태주는 "댄스가 미래를 바꿨다"고 극찬했다. 신미래가 하드캐리한 결과, '미래로 가는 길'은 1523점으로 1위를 탈환하기도 했다. 23~24일 이틀간 위키백과 신미래의 페이지뷰가 3300를 넘겼다.

- 2021년 1월 30일 KBS 2TV 《트롯 전국체전》 9회 4라운드 '지역 대통합 〈듀엣 미션〉'에서 최종 2위로 준결승에 진출하였다. 이어진 준결승 1차 '자유곡 미션'에 박향림의 〈오빠는 풍각쟁이〉를 선곡해 흰색 바탕에 동백꽃이 그려진 저고리와 분홍색 단색 치마로 1940년대 분위기를 풍기며 무대에 올랐다. 등장부터 고운 자태와 귀여움을 뽐내며 시청자 판정단인 트로트 서포터즈에게 열 띈 환호를 받았다. 무대에서 그녀는 관절인형으로 분한 남성 댄서들과 코믹한 댄스를 보여주었다. 특히 신미래는 독보적인 음색으로 시청자의 마음을 저격하는 것은 물론, 완벽한 곡 소화력과 상큼 발랄한 표정 연기까지 더하며 무대 몰입력도 높이며 팔방미인임을 입증했다.[19] 설운도는 심사평에서 “이런 후배들이 나와야 옛 선배의 훌륭한 점을 배울 수 있다”며 극찬했고, 조항조와 신유는 신미래만의 목소리에 감탄을 멈추지 못했다. 전문가 판정단에게 압도적인 점수 1996점을 받아 1위를 차지했다. 이에 신미래는 “너무 감사하다. 열심히 살겠다”며 소감을 말했다.[20] 2021년 3월 26일' KBS 골든케이팝' 영상 조회수 148만회를 넘었다.

- 2021년 2월 6일 KBS 2TV 《트롯 전국체전》 10회 준결승 1차 시기 '자유곡 미션'이 모두 끝나고 '전문가 판정단' 점수와 '시청자 판정단'의 점수가 합산돼 3000점 만점에 2651점을 얻어 3위를 하였다. 이어진 2차 시기 '지정곡 미션'에선 '전문가 판정단'이 제안한 곡 중 하나를 골라 부르는 미션으로 7000점 만점이다. 신미래는 2차 시기 '지정곡 미션'에 나훈아의 〈고장난 벽시계〉를 선곡해 첫번째 경연자로 무대에 올라 정통트로트에 도전하였다. 등장만으로 타 참가선수들과 전문가 판정단, 시청자 판정단의 뜨거운 호응을 받았다. 산뜻한 퍼포먼스를 더한 무대로 시선을 고정시킨 신미래는 자신만의 독보적인 색깔로 '고장난 벽시계'를 재해석, '트롯 전국체전'의 음색요정으로 불리며 떠오르는 트로트 대세다운 면모도 뽐냈다. 완벽한 무대를 선사한 신미래에게 심사평에서 박구윤은 "대한민국 트로트의 미래가 보인다"며 극찬을 아끼지 않았고, 나태주 코치 역시 "가만히 듣고 있는데 정말 오감이 열릴 정도였다"라며 그녀의 매력을 인정했다. 2차 시기에서 신미래는 4400점 만점 중 4078점을 기록했다. 신미래는 1차 시기 총점에 2차 시기 전문가 판정단의 점수를 더해 준결승 최종 점수 6729점을 받았다.[21]

- 2021년 2월 13일 KBS 2TV 《트롯 전국체전》 11회 준결승 2차 시기가 완료되고,1차 시기 전문가 판정단 점수 1996점, 시청자 판정단 점수 655점으로 합계 2651점을 획득했다. 2차 시기 전문가 판정단 점수 4078점, 2차 시청자 판정단 점수 750점을 얻어 1, 2차 합계 7479점을 획득해 10위에 기록됐다. 8명만 진출하는 결승 문턱에서 탈락하였다. 준결승에서 6729점으로 3위를 유지하다가 마지막 2차 시청자 판정단 평가에서 2600점 만점에 750점(백분율 28.8%)이라는 평균에도 한참 못미치는 최하위에 가까운 점수를 받으며 편파판정 논란이 되고 있다. 1900점대의 점수를 받은 다른 가수보다 크게 낮은 숫자다. 시청자게시판에는 심사불공정 항의가 빗발치고, KBS 시청자권익센터에 시청자 청원 및 청와대 국민청원도 신청되었다.[22] 이날 신미래는 자신의 SNS을 통해 “여러분이 늘 함께 해주셨기에 저는 너무나 즐거운 마음으로 힘을 내 ‘트롯 전국체전’이라는 큰 무대를 잘 마칠 수 있었다”고 팬들에게 고마움을 전했다.[23]

- 2021년 2월 21일 '트롯 전국체전' 제작사 '포켓돌스튜디오'는 '트롯 전국체전 전국투어'에 "팬들의 여론을 잘 살폈고, 그들의 아쉬움을 달래기 위해 신미래 투입을 결정했다"며 신미래 합류를 발표하였다. 투어 일정은 3월에 발표된다.[24]

- 2021년 2월 22일 '스포츠경향'과 인터뷰를 하였다. 물리치료사를 하면서 어르신들과 소통하는 법을 터득했고 행사 무대에서 어르신들에게 친근하게 다가가게 되었다고 한다. '신미래'라는 예명은 현 소속사 대표가 '트로트의 새로운 미래'라는 의미로 지었다고 한다. 자신의 유튜브 '미래테레비'에 다양한 곡을 커버해 업로드 하면서 자신에게 맞는 가창법이나 스타일을 확립하게 되었다고 한다.[25]

- 2021 3월 3일 '강원도민일보'의 유튜브 채널 '강원도민TV'에서 인터뷰를 하였다. '트롯 전국체전' 준결승에서 탈락한 이후 팬들이 보여준 성원에 감사를 표하고, '전국투어 콘서트' 합류에 대한 소감을 밝혔다. 자신의 유튜브 '미래테레비'의 커버곡 베스트3로 〈첨밀밀〉, 〈홍시〉, 〈합정역 5번 출구〉를 꼽았다. 유튜브 구독자 수 10만이 되면 처음으로 실시간 방송을 하겠다고 공약하였다.[26]

- 2021년 9월 4일 기존 2집 앨범에 수록됐던 〈째깍째각〉을 신미래의 특색인 레트로적 이미지와 경쾌한 리듬을 살려서 4년만에 EDM 버젼으로 편곡해 싱글앨범 《째깍째깍 (EDM ver.)》을 발매하였다.

## 앨범
- 2014.12.18. 1집 싱글 《사랑이 필요합니다》- 〈사랑이 필요합니다(I Need Love)〉(장르: 트로트, 작사/작곡: 토마스, 편곡: 홍성선)[27]
- 2017.05.19. 2집 미니 《신미래》- 〈째깍째깍〉(장르: 트로트, 작사/작곡: 토마스, 편곡: 홍성선),
 〈내 사랑 고고〉(장르: 트로트, 작사/작곡: 토마스, 편곡: 홍성선),
 〈그때 그 사람〉(장르: 트로트, 작사/작곡: 심수봉, 편곡: 김광민),
 〈미워요〉(장르: 트로트, 작사/작곡: 심수봉, 편곡: 홍성선)
- 2020.12.13. 컴필레이션(옴니버스) 《트롯 전국체전 Part.2》수록곡 〈남자는 배 여자는 항구〉 (장르: 트로트)
- 2021.01.03. 컴필레이션(옴니버스) 《트롯 전국체전 Part.5》수록곡 〈강원도 아리랑〉 천연조미료(공훈,신미래, 이소나,황홍비), (장르: 트로트, 발매사: 카카오엔터테인먼트, 기획사: 포켓돌 스튜디오)
- 2021.01.10. 컴필레이션(옴니버스) 《트롯 전국체전 Part.6》수록곡 〈꽃마차〉 (장르: 트로트)
- 2021.01.31. 컴필레이션(옴니버스) 《트롯 전국체전 Part.8》 수록곡 〈꿈속의 사랑〉 미래로 가는 길(김윤길&신미래) (장르: 트로트)
- 2021.02.07. 컴필레이션(옴니버스) 《트롯 전국체전 Part.9》 수록곡 〈오빠는 풍각쟁이〉 (장르: 트로트)
- 2021.02.14. 컴필레이션(옴니버스) 《트롯 전국체전 Part.10》 수록곡 〈고장난 벽시계〉 (장르: 트로트)
- 2021.09.04. 3집 싱글 《째깍째깍 (EDM ver.)》 수록곡 〈째깍째깍 (EDM ver.)〉 (장르: 성인가요, 스타일: 트로트, 작사/작곡: 토마스, 편곡: 김지원, 발매사: 지니뮤직, 기획사: SIMPLE ENTER)
- 2022.04.18. 4집 싱글 《좋은 계절에》 수록곡 〈좋은 계절에〉 (작사/작곡:토마스, 편곡:김성현, 장르:트로트, 발매사:지니뮤직, 기획사:SIMPLE ENTER)
- 2022.07.03. 5집 싱글 《우아한 사랑》 수록곡 〈우아한 사랑〉 (작사/작곡:토마스, 편곡:김성현, 장르:트로트, 발매사:지니뮤직, 기획사:SIMPLE ENTER)

## 광고
- 2021.09.10. 태백시 관광 홍보 영상, '가수 신미래도 반한 태백 핫플레이스~강원도 태백 여행이 대세지!'
- 2021.10.12. 영주시 홍보영상, '[영주를 노래하다] 인간 축음기, 영주를 노래하다! (feat.신미래)'

## TV
- 2013.03.15. JTBC 《미라클 코리아》4회 '21세기 만요 소녀' - 신은진 〈벙어리 냉가슴〉, 〈오빠는 풍각쟁이야〉, 〈꽃〉, 〈애교3단콤보〉
- 2014.12.28. SBS 《인기가요》초대가수 〈사랑이 필요합니다〉[28]
- 2015.07.03. CBS 고양《한마음위문공연》공개방송, 초대가수 〈사랑이 필요합니다〉 ,〈남자는 배 여자는 항구〉,〈짠짜라〉[29]
- 2015.10.16. CBS 《러빙유콘서트》양주 - 초대가수 〈사랑이 필요합니다〉 ,〈남자는 배 여자는 항구〉,〈짠짜라〉[30]
- 2017.11.24. JTV 전주방송《와글와글》 영 트로트 스타 페스티벌 - 〈째깍째깍〉,〈미워요〉,〈사랑의 밧줄〉(여성출연자 전체)
- 2019.05.08. 와요와티비 《왁짜지껄》 17회 신미래, 한가빈, 신나라 편
- 2019.05.14. TBN《TBN 차차차》 '보이는 라디오' 게스트 - 신미래, 반가희
- 2019.06.30. tvN 《슈퍼히어러》진짜 성인을 찾아라 - 게스트 슈퍼히어러3회-1 슈퍼히어러 3회-2[31]
- 2019.11.17. TV조선 《모란봉 클럽》214회 '탈북트로트가수? 북한노래분석 아직은 말 못해' 게스트[32]
- 2020.01.27. KBS 1TV 《우리말 겨루기》설 특집 - 게스트[33]
- 2020.05.29. MBC충북 《더 트로트》'오마이트로트' 신미래 편 〈짠짜라〉,〈미워요〉,〈벙어리 냉가슴〉,〈째깍째깍〉
- 2020.06.19. 여수MBC 《오 마이 싱어》 52회 신미래, 한가빈 편 - 〈남자는 배 여자는 항구〉, 〈째깍째깍〉
- 2020.06.30. MBC충북 《즐거운 오후》 '보이는 라디오' 게스트 - 신미래, 반가희
- 2020.09.11. KBS 2TV 《연중 라이브》'연중 플레이 리스트' 〈사랑이 필요합니다〉, 〈미워요〉, 〈닐리리 맘보〉 - 설하윤이 요요미와 신미래에게 '싹소리'제안[34]
- 2021.03.23. 서울경기케이블TV D'LIVE(여기는 딜라이브) 《청춘스튜디오》- 게스트, 본인소개, 〈꽃마차〉, 〈째깍째깍〉
- 2021.04.09. KBS 2TV 《연중 라이브》 34회 '연중 플레이 리스트' - 독보적 음색 신미래&반가희, 〈미워요〉 신미래 & 반가희, 〈오빠는 풍각쟁이〉, 〈꽃마차〉
- 2021.04.16. KBS 2TV 《유희열의 스케치북》 537회, 〈찾지 않을게〉 박예슬X신미래X설하윤
- 2021.04.26. KBS 2TV 《굿모닝 대한민국 라이브》 208회, 3부 [싱싱싱어즈] 괴물보컬 반가희 & 인간축음기 신미래, 〈미워요〉 반가희X신미래, 〈꽃마차〉
- 2021.05.13. TBC 《가요아카데미》 〈꽃마차〉,〈째깍째깍〉,〈남자는 배 여자는 항구〉
- 2021.05.31. KBS 1TV 《아침마당》 8894회 '[월요토크쇼 명불허전] 스타들의 이유있는 변신', 게스트, 〈꽃마차〉
- 2021.07.04. KBS 1TV 《TV쇼 진품명품》1282회, 게스트
- 2021.07.09. 부산KBS 1TV 《아침마당 부산》651회 '인생 노래방 - 트롯 맵단자매', 게스트 〈째깎째깍 (EDM ver.)〉,〈오라버니〉,〈이별의 부산 정거장〉
- 2021.07.13. KBS원주《강원도민과 함께하는 'FM콘서트'》 초대가수 〈꽃마차〉,〈째깍째깍 (EDM ver.)〉
- 2021.07.14. KBS 2TV 《랜선 장터》 게스트
- 2021.08.06. KBS강원 1TV 《이스트 라이프》 녹화
- 2021.08.31. 울산MBC 《울산을 틀어라! - 울트라》 '떠! 트롯중심', 게스트 〈꽃마차〉 / '아무노래 챌린지' 〈사랑밖에 난 몰라〉,〈빙글빙글〉,〈주저하는 연인들을 위해〉,〈람바다〉,〈홍콩아가씨〉 / 엔딩 라이브 〈째깍째깍 (EDM ver.)〉
- 2021.09.09. MBC충북 《생방송 아침N》 '아침엔 트로트를 트로조(朝)',게스트 〈오빠는 풍각쟁이〉,〈째깍째깍 (EDM ver.)〉
- 2021.09.19. KBS 1TV 《TV쇼 진품명품》 1287회, 게스트
- 2021.09.28. JTV 전주방송 《와글와글 시장이좋아》 녹화, 방송 12/4
- 2021.10.24. KBS 1TV 《열린음악회》 1354회, 게스트, 〈꽃마차〉,〈아담과 이브처럼〉신미래X재하
- 2021.10.13. KBS춘천 「춘천가족음악축제」 《2021 이모셔널 뮤직 콘서트 이음》 게스트, 〈꽃마차〉,〈째깍째깍 (EDM ver.〉
- 2021.11.01. 가요TV 《윤경화의 쇼! 가요중심》 초대가수, 〈째깍째깍 (EDM ver.)〉,〈오빠는 풍각쟁이〉
- 2021.11.24. 우리동네 Btv 《힐링산장 시즌2》 7회 게스트
- 2021.11.26. KBS청주 《무대를 빌려드립니다》 게스트 〈꽃마차〉,〈째깍째깍 (EDM ver.)〉,〈이별의 부산 정거장〉,〈그때 그 사람〉,〈오빠는 풍각쟁이〉
- 2021.12.01. 우리동네 Btv 《힐링산장 시즌2》 8회 게스트, 〈꽃마차〉, 〈주저하는 연인들을 위해〉,〈환희〉나태주X신미래X설하윤
- 2021.12.04. JTV 전주방송 《와글와글쇼》 게스트
- 2021.12.10. KBS부산 《아침마당 부산》 673회 '인생 노래방 - 청춘 트롯 남매', 신미래 & 공훈, 〈째깍째깍 (EDM ver.)〉,〈술 한 잔 해요〉,〈꽃마차〉,〈잠자는 공주〉신미래X공훈
- 2022.01.01. JTV 전주방송 《와글와글 시장이좋아》게스트〈째깍째깍 (EDM ver.)〉,〈미워요〉신미래X반가희
- 2022.01.03. KBS 1TV 《TV쇼 진품명품》1306회, 게스트
- 2022.01.08. 안동MBC 《트로트 트로트는 즐거워》 31회(최종회), 게스트 신미래 & 강혜연, 〈째깍째깍 (EDM ver.)〉,〈이별의 부산 정거장〉,〈꽃마차〉
- 2022.02.11. arirang TV 《Simply K-Pop CON-TOUR》Ep.506,〈째깍째깍 (EDM ver.)〉
- 2022.02.22. 가요 중심 TV 《윤경화의 쇼 가요중심》 녹화 〈오빠는 풍각쟁이〉
- 2022.04.12. KBS 2TV 《노래가 좋아》 250회, 〈째깍째깍(EDM ver.)〉
- 2022.06.19. KBS 1TV 《TV쇼 진품명품》 1328회, 게스트
- 2022.07.01. KBS부산 《아침마당 부산》 '여름 음색자매 특집 신미래, 반가희 ', 〈감수광〉,〈미워요〉신미래X반가희,〈좋은 계절에〉
- 2022.07.17. KBS 1TV 《전국노래자랑》 1982회, 초대가수 〈째깍째깍(EDM ver.)〉
- 2022.09.13. KBS 1TV 《아침마당》 9222회 화요초대석 : 트롯전국체전의 스타들이 뭉쳤다! 신미래·오유진 가수 / 뮤지컬 계의 블루칩이 된 개그맨! 정성화 뮤지컬배우, 〈이별의 부산정거장〉
- 2022.10.25. TV CHOSUN 《화요일은 밤이 좋아》 45회 '어서와 화밤은 처음이지? 〈내 인생 첫 트롯〉 특집'
- 2023.01.15. MBC 《가요베스트》 694회 청송군편,〈우아한 사랑〉
- 2023.11.28~ MBN 《현역가왕》

#### SBS F!L,MTV 〈더 트롯쇼〉
- 2021.07.19. SBS F!L, MTV 《더 트롯쇼(The 트롯SHOW)》 '숨.듣.명.트', 〈째깍째깍 (EDM ver.)〉
- 2021.08.09. SBS F!L, MTV 《더 트롯쇼(The 트롯SHOW)》 19회 '믿.듣.차.트', 〈째깍째깍 (EDM ver.)〉,〈낭랑18세〉신미래X요요미
- 2021.08.23. SBS F!L, MTV 《더 트롯쇼(The 트롯SHOW)》 21회, 여름특집 3탄, '신흥 대세 스테이지', 〈째깍째깍 (EDM ver.)〉
- 2021.09.20. SBS F!L, MTV 《더 트롯쇼(THE 트롯SHOW)》 추석특집 방송
- 2021.09.27. SBS F!L, MTV 《더 트롯쇼(THE 트롯SHOW)》 28회 '9월 차트', 차트 43위 진입, 〈째깍째깍 (EDM ver.)〉
- 2021.10.04. SBS F!L, MTV 《더 트롯쇼(THE 트롯SHOW)》 29회 '월간 THE 트롯 SHOW [9월 차트]', 43위〈째깍째깍 (EDM ver.)〉
- 2021.10.25. SBS F!L, MTV 《더 트롯쇼(THE 트롯SHOW)》 32회, 32위 〈째깍째깍 (EDM ver.)〉
- 2021.11.01. SBS F!L, MTV 《더 트롯쇼(THE 트롯SHOW)》 33회 '10월의 차트', 32위 〈째깍째깍 (EDM ver.)〉
- 2021.11.08. SBS F!L, MTV 《더 트롯쇼(THE 트롯SHOW)》 34회 '고백할래요', 〈그때 그사람〉
- 2021.11.29. SBS F!L, MTV 《더 트롯쇼(THE 트롯SHOW)》 37회, 〈째깍째깍 (EDM ver.)〉
- 2022.03.07. SBS F!L, MTV 《더 트롯쇼(THE 트롯SHOW)》 40회, 〈째깍째깍(EDM ver.)〉
- 2022.04.18. SBS F!L, MTV 《더 트롯쇼(THE 트롯SHOW)》 46회 '신곡 맛집, 이 곡 어때?', 〈좋은 계절에〉
- 2022.05.09. SBS F!L, MTV 《더 트롯쇼(The 트롯SHOW)》 49회, 32위〈좋은 계절에〉
- 2022.06.06. SBS F!L, MTV 《더 트롯쇼(The 트롯SHOW)》 40회, 29위〈좋은 계절에〉
- 2022.07.25. SBS F!L, MTV 《더 트롯쇼(THE 트롯SHOW)》 57회, 36위〈우아한 사랑〉
- 2022.08.08. SBS F!L, MTV 《더 트롯쇼(The 트롯SHOW)》 59회, 32위〈우아한 사랑〉
- 2022.10.03. SBS F!L, MTV 《더 트롯쇼(The 트롯SHOW)》 63회, 35위〈우아한 사랑〉
- 2022.10.10. SBS F!L, MTV 《더 트롯쇼(The 트롯SHOW)》 64회 '명곡트롯', 〈남자는 배 여자는 항구〉(심수봉)
- 2023.07.17. SBS F!L, MTV 《더 트롯쇼(THE 트롯SHOW)》 91회,〈우아한 사랑〉
- 2023.08.14. SBS F!L, MTV 《더 트롯쇼(THE 트롯SHOW)》 95회,〈우아한 사랑〉

#### KBS 2TV 〈불후의 명곡〉
- 2021.03.20. KBS 2TV 《불후의 명곡》 499회 '트롯 전국체전 리벤지 특집 I', 〈비나리〉(심수봉)
- 2021.03.27. KBS 2TV 《불후의 명곡》 500회 '트롯 전국체전 리벤지 특집 II'
- 2021.05.01. KBS 2TV 《불후의 명곡》 505회 '시간여행 특집', 〈시골버스 여차장〉(심연옥)
- 2021.06.19. KBS 2TV 《불후의 명곡》 512회 '부부아티스트 특집 I'
- 2021.06.26. KBS 2TV 《불후의 명곡》 513회 '부부아티스트 특집 II', 〈내 사랑 투유〉신미래X신유

#### KBS 2TV 〈트롯 전국체전〉
- 2020.12.05. KBS 2TV 《트롯 전국체전》 1회 개막행사
- 2020.12.12. KBS 2TV 《트롯 전국체전》 2회 1라운드 '미스터리 지역선수 선발전', 〈남자는 배 여자는 항구〉(심수봉), 올스타, 지역 강원, 2라운드 진출
- 2021.01.02. KBS 2TV 《트롯 전국체전》 5회 2라운드 '지역별 팀대결', 〈강원도 아리랑〉(조용필), 천연조미료 팀(신미래, 이소나, 황홍비, 공훈), 3라운드 진출
- 2021.01.09. KBS 2TV 《트롯 전국체전》 6회 3라운드 '1:1 데스 매치', 강원 지역, 〈꽃마차〉(진방남), 4라운드 진출(경상지역 김용빈과 대결)
- 2021.01.23. KBS 2TV 《트롯 전국체전》 8회 4라운드 '지역 대통합 〈듀엣 미션〉', 〈미래로 가는 길〉 팀(글로벌 김윤길, 강원 신미래), 〈꿈 속의 사랑〉(현인), 준결승 진출
- 2021.01.30. KBS 2TV 《트롯 전국체전》 9회 준결승 1차 시기 '자유곡 미션', 〈오빠는 풍각쟁이〉(박향림)
- 2021.02.06. KBS 2TV 《트롯 전국체전》 10회 준결승 2차 시기 '지정곡 미션', 〈고장난 벽시계〉(나훈아)
- 2021.02.12. KBS 2TV 《트롯 전국 대잔치》설특집, 오프닝쇼 '전국팔도 메들리' 〈소양강 처녀〉(신미래&박예슬) 〈고향역〉모두, 북한동요 〈대홍단 감자〉 〈뽀뽀〉, 〈우지마라〉
- 2021.02.13. KBS 2TV 《트롯 전국체전》 11회 준결승 2차 시기 '지정곡 미션', 결승 진출 좌절
- 2021.03.06. KBS 2TV 《트롯 전국 외전》 '다시 보고싶은 화제의 선수! 마성의 음색 마녀♥ 신미래'

#### KBS 2TV 〈트롯 매직유랑단〉
- 2021.03.31. KBS 2TV 《트롯 매직유랑단》 1회 〈홍콩 아가씨〉
- 2021.04.07. KBS 2TV 《트롯 매직유랑단》 2회
- 2021.04.14. KBS 2TV 《트롯 매직유랑단》 3회 〈소녀의 꿈〉(박신자)
- 2021.04.21. KBS 2TV 《트롯 매직유랑단》 4회 〈닐리리 맘보〉(김정애)
- 2021.04.28. KBS 2TV 《트롯 매직유랑단》 5회
- 2021.05.05. KBS 2TV 《트롯 매직유랑단》 6회 〈빙글빙글〉(나미)
- 2021.05.12. KBS 2TV 《트롯 매직유랑단》 7회 〈이별의 부산 정거장〉(남인수)
- 2021.05.19. KBS 2TV 《트롯 매직유랑단》 8회 1:1 대결 "너! 나와!" - 미스터리 쇼맨, 〈콩깍지〉(장윤정)
- 2021.05.26. KBS 2TV 《트롯 매직유랑단》 9회
- 2021.06.02. KBS 2TV 《트롯 매직유랑단》 10회 〈러브레터〉(주현미)
- 2021.06.26. KBS 2TV 《트롯 매직유랑단》 13회 〈열아홉 순정〉
- 2021.07.24. KBS 2TV 《트롯 매직유랑단》 17회(최종회) '졸업식', 〈앵두나무 처녀〉

#### 〈전국 TOP 10 가요쇼〉
- 2017.10.21. UBC 《전국 TOP 10 가요쇼》 675회 초대가수
- 2018.02.08. TBC 《전국 TOP 10 가요쇼》 초대가수 〈째깍째깍〉
- 2018.03.07. TBC 《전국 TOP 10 가요쇼》 초대가수 〈내 사랑 고고〉
- 2018.09.26. TBC 《전국 TOP 10 가요쇼》 초대가수 〈올 가을엔 사랑 할거야〉
- 2018.10.01. TBC 《전국 TOP 10 가요쇼》 초대가수 〈째깍째깍〉
- 2019.02.07. TBC 《전국 TOP 10 가요쇼》 초대가수 〈소양강 처녀〉
- 2019.03.11. TBC 《전국 TOP 10 가요쇼》 초대가수 〈내 사랑 고고〉
- 2019.03.17. TBC 《전국 TOP 10 가요쇼》 초대가수 〈째깍째깍〉
- 2019.04.01. TBC 《전국 TOP 10 가요쇼》 초대가수 〈째깍째깍〉
- 2019.11.02. TBC 《전국 TOP 10 가요쇼》 초대가수 〈째깍째깍〉
- 2019.11.12. TBC 《전국 TOP 10 가요쇼》 초대가수 〈째깍째깍〉,〈알뜰한 당신〉,〈내 사랑 고고〉
- 2020.02.19. JTV 《전국 TOP 10 가요쇼》 초대가수
- 2020.04.18. JTV 《전국 TOP 10 가요쇼》 798회 초대가수 〈째깍째깍〉, (강혜연과 함께)〈동백아가씨〉
- 2020.06.27. JTV 《전국 TOP 10 가요쇼》'영 트로트 퍼레이드' 1편 - 초대가수 〈째깍째깍〉 797회
- 2021.06.12. JTV 《전국 TOP 10 가요쇼》 852회 '라이징 스타와 함께', 초대가수 〈째깍째깍〉,〈러브레터〉 신미래X이소나
- 2021.10.09. G1방송 《전국 TOP10 가요쇼》 제2편(866회) '동해 무릉 별유천지 2부', 〈오빠는 풍각쟁이〉,〈째깍째깍 (EDM ver.)〉,〈꽃마차〉
- 2022.01.15. G1방송 《전국 TOP10 가요쇼》, 〈째깍째깍 (EDM ver.)〉,〈이별의 부산 정거장〉
- 2022.07.02. G1방송 《전국 TOP 10 가요쇼》 900회 (고성군 고성공설운동장), 초대가수 〈좋은 계절에〉,〈이별의 부산정거장〉
- 2022.09.17. G1방송 《전국 TOP 10 가요쇼》 909회 '2022 영주 세계 풍기인삼 엑스포 특집' (영주 영일둔치), 초대가수 〈오빠는 풍각쟁이〉,〈우아한 사랑〉
- 2022.12.17. G1방송 《전국 TOP10 가요쇼》 921회 (정선 하이원리조트 마운틴콘도),〈우우한 사랑〉,〈오빠는 풍각쟁이〉

#### KBS 1TV 〈가요무대〉
- 2016.07.04. KBS 1TV 《가요무대》 - 〈파도〉
- 2017.01.09. KBS 1TV 《가요무대》 - 〈김치깍두기〉
- 2017.04.24. KBS 1TV 《가요무대》 - 〈소녀의 꿈〉
- 2017.05.29. KBS 1TV 《가요무대》 - 〈앵두나무 처녀〉
- 2017.07.03. KBS 1TV 《가요무대》 - 〈행복의 일요일〉
- 2017.08.07. KBS 1TV 《가요무대》 - 〈1954年 야래향〉
- 2017.09.11. KBS 1TV 《가요무대》 - 〈오빠는 풍각쟁이〉
- 2017.11.27. KBS 1TV 《가요무대》 - 〈아메리카 차이나타운〉
- 2018.02.19. KBS 1TV 《가요무대》 - 〈1955年 아리랑 목동〉
- 2018.05.07. KBS 1TV 《가요무대》 - 〈간다고 하지마오〉
- 2018.07.02. KBS 1TV 《가요무대》 - 〈체리 핑크 맘보〉
- 2018.08.13. KBS 1TV 《가요무대》 - 〈소녀의 꿈〉
- 2018.09.10. KBS 1TV 《가요무대》 - 〈홍콩 아가씨〉
- 2018.10.01. KBS 1TV 《가요무대》 - 〈육군 김 일병〉
- 2018.10.01. KBS 1TV 《가요무대》 - 〈목석같은 사나이〉
- 2018.11.05. KBS 1TV 《가요무대》 - 〈빗속의 연인들〉
- 2018.12.31. KBS 1TV 《가요무대》 - 〈내 이름은 소녀〉
- 2019.02.18. KBS 1TV 《가요무대》 - 〈소녀의 꿈〉
- 2019.04.01. KBS 1TV 《가요무대》 - 〈즐거운 목장〉
- 2019.05.20. KBS 1TV 《가요무대》 - 〈여자이니깐〉
- 2019.08.05. KBS 1TV 《가요무대》 - 〈체리 핑크 맘보〉
- 2019.08.26. KBS 1TV 《가요무대》 - 〈미워요〉
- 2019.11.04. KBS 1TV 《가요무대》 - 〈그때 그 사람〉
- 2020.01.06. KBS 1TV 《가요무대》 - 〈사랑밖에 난 몰라〉
- 2020.02.24. KBS 1TV 《가요무대》 - 〈여자이니깐〉
- 2020.06.15. KBS 1TV 《가요무대》 - 〈째깍째깍〉
- 2020.08.24. KBS 1TV 《가요무대》 - 〈강남달〉
- 2021.03.15. KBS 1TV 《가요무대》 1693회 - 〈도라지 맘보〉
- 2021.04.19. KBS 1TV 《가요무대》 1698회 '작곡가 나화랑' - 〈하늘의 황금마차〉(송민도)
- 2021.06.07. KBS 1TV 《가요무대》 1704회 '노래방 1번지' - 〈꽃마차〉(진방남)
- 2021.07.05. KBS 1TV 《가요무대》 1708회 '초여름 밤의 꿈' - 〈막간 아가씨〉(박향림)
- 2021.08.16. KBS 1TV 《가요무대》 1713회 '시원한 여름', 초대가수 〈물새 우는 강 언덕〉(백설희),〈여름〉(징검다리)신미래X마리아X채윤X요요미
- 2021.10.04. KBS 1TV 《가요무대》 1719회 '가을 풍경', 〈올 가을엔 사랑할거야〉
- 2021.11.22. KBS 1TV 《가요무대》 1726회 '패션 가요', 〈나폴리 맘보〉
- 2021.12.13. KBS 1TV 《가요무대》 1729회 '가요산맥-탄생 100년', 〈오빠는 풍각쟁이〉
- 2022.01.24. KBS 1TV 《가요무대》 1735회 '1월 신청곡', 〈이별의 부산 정거장〉
- 2022.02.14. KBS 1TV 《가요무대》 1738회 '나의 애창곡', 〈홍콩 아가씨〉
- 2022.04.04. KBS 1TV 《가요무대》 1744회 '산따라 물따라', 〈처녀 뱃사공〉(황정자)
- 2022.05.30. KBS 1TV 《가요무대》 1752회 '5월 신청곡', 〈그때 그 사람〉(심수봉)
- 2022.07.18. KBS 1TV 《가요무대》 1759회 '신나는 여름', 〈하와이 연정〉(패티김)
- 2022.09.20. KBS 1TV 《가요무대》 1766회 '2022 세계 유기농 엑스포 성공 기원', 〈물새 우는 강 언덕〉(백설희), 〈흙에 살리라〉전출연자
- 2022.10.24. KBS 1TV 《가요무대》 1771회, 〈동백아가씨〉(이미자)
- 2023.06.26. KBS 1TV 《가요무대》 1805회 '6월 신청곡',〈앉으나 서나 당신 생각〉(현철)

#### MBC 〈쇼! 음악중심〉
- 2014.12.13. MBC 《쇼! 음악중심》초대가수 〈사랑이 필요합니다〉[35]
- 2015.01.10. MBC 《쇼! 음악중심》초대가수 〈사랑이 필요합니다〉[36]

#### KBS 2TV 〈뮤직뱅크〉
- 2015.01.02. KBS 2TV 《뮤직뱅크》초대가수 〈사랑이 필요합니다〉[37][38]
- 2015.02.06. KBS 2TV 《뮤직뱅크》초대가수 〈사랑이 필요합니다〉[39][40]
- 2021.07.16. KBS 2TV 《뮤직뱅크》 〈째깍째깍 (EDM ver.)〉

#### MBN 〈불타는 장미단〉
- 2023.07.18. MBN 《불타는 장미단》 14회 공훈의 짝꿍
- 2023.10.31. MBN《불타는 장미단》 29회 출연 등장

#### 이벤트TV
- 2018.11.11. 이벤트TV 《음악다방영스타》49회 초대가수 〈미워요〉,〈짠짜라〉,〈째깍째깍〉,〈사랑이 필요합니다〉,〈사랑의 배터리〉
- 2019.04.24. 이벤트TV 《콘서트 어울림》 초대가수 〈째깍째깍〉, 〈미워요〉
- 2019.08.15. 이벤트TV 《콘서트 어울림》초대가수 〈미워요〉

## 라디오
- 2017.08.25. 포항MBC 《보이는라디오》 라이브방송, 〈째깍째깍〉
- 2019.05.14. TBN 경인교통방송 《TBN차차차》 반가희 & 신미래, 〈오빠는 풍각쟁이〉, 〈째깍째깍〉
- 2019.09.26. TBN 경인교통방송 《TBN차차차》 - 게스트
- 2020.06.30. MBC충북 《하미진 송민수의 즐거운 오후》 세시의 라이브, 신미래 & 반가희, 〈짠짜라〉, 〈미워요〉(with 반가희), 〈째깍째깍〉
- 2021.04.13. KBS 2라디오 HappyFM 《김혜영과 함께》 '화요초대석', 게스트 〈오빠는 풍각쟁이〉,〈꽃마차〉,〈째깍째깍〉
- 2021.04.16. TBN 경인교통방송 《TBN차차차》 반가희 & 신미래, 〈꽃마차〉, 〈오빠는 풍각쟁이〉, 엔딩곡 〈째깍째깍〉
- 2021.06.05. KBS원주 FM 《강원도민과 함께하는 'FM콘서트'》 초대가수 〈꽃마차〉,〈오빠는 풍각쟁이〉,〈째깍째깍〉
- 2021.07.13. KBS 2라디오 Happy FM 《김혜영과 함께》 '화요초대석', 게스트 〈이별의 부산 정거장〉,〈째깍째깍〉
- 2021.08.25. TBN 한국교통방송 《김승현의 '낭만이 있는 곳에'》 '팝페라와 팍팍밀어드림쇼', 게스트(신미래,반가희), 〈남자는 배 여자는 항구〉,〈째깍째깍 (EDM ver.)〉,〈오빠는 풍각쟁이〉
- 2021.12.03. KBS 2라디오 HappyFM 《김혜영과 함께》 특집 '금요 라이브 무대', 신미래 & 반가희, 〈꽃마차〉,〈째깍째깍 (EDM ver.)〉
- 2021.12.06. BBS 불교방송 《김흥국의 백팔가요》 "인간축음기" 트롯요정❤신미래❤, "트롯 쎈 언니" ❤반가희❤, 〈꽃마차〉,〈째깍째깍 (EDM ver.)〉,〈미워요〉신미래X반가희
- 2022.01.06. TBS FM 《이가희의 러브레터》 게스트, 신미래 & 반가희, 〈째깍째깍 (EDM ver.)〉,〈이별의 부산 정거장〉
- 2022.01.06. kbc광주방송 《이한위의 찐가요쇼》 게스트 반가희 & 신미래, 〈미워요〉신미래X반가희,〈꽃마차〉,〈오빠는 풍각쟁이〉,〈고장난 벽시계〉신미래X반가희,〈이별의 부산 정거장〉,〈째깍째깍 (EDM ver.)〉,〈그때 그 사람〉,〈남자는 배 여자는 항구〉,엔딩〈사랑이 필요합니다〉
- 2022.01.09. KBS한민족방송 《보고싶은 얼굴 그리운 목소리》 '동포노래방', 게스트 〈째깍째깍 (EDM ver.)〉,〈이별의 부산 정거장〉
- 2022.01.25. TBN 한국교통방송《김승현의 낭만이 있는 곳에》 낭만초대석, 반가희&신미래, 〈오빠는 풍각쟁이〉,〈꽃마차〉,〈째깍째깍 (EDM ver.)〉
- 2022.02.10. 원주MBC 표준FM, 엠보Sing 《트로트 팡팡》, 반가희&신미래,〈꽃마차〉,〈째깍째깍 (EDM ver.)〉,〈오빠는 풍각쟁이〉,〈이별의 부산정거장〉
- 2022.03.21. TBS fm 《최일구의 허리케인 라디오》 '우리는 싱어다', 게스트, 〈오빠는 풍각쟁이〉,〈꽃마차〉,〈째깍째깍(EDM ver.)〉
- 2022.03.23. 목포MBC 《즐거운 오후 2시》 '음색 남매 특집', 신미래 & 공훈
- 2022.05.27. KBS 2라디오 HappyFM 《김혜영과 함께》 '트로트 라디오 라이브 - 트랄라', 게스트 〈이별의 부산정거장〉,〈좋은 계절에〉

## 인터넷 방송
- 2018.04.19. 미기 MIGI TV 《미기쇼》 1132, 정일송 & 신미래
- 2019.05.14. 와요와티비 《ArtMusic 왁짜지껄》 17회 '미스트롯 특집' (한가빈.신미래.신나라), 〈남자는 배 여자는 항구〉, 〈홍콩 아가씨〉, 〈째깍째깍〉, 〈미워요〉, 〈눈의 꽃〉(나카시마 미카)
- 2019.08.15. 《정일송매일그대와TV》 '1000구독자달성!!! 동료가수들의 축하영상'
- 2021.04.17. 전등사TV 《부처님 오신날 행사 - 전등사 산사음악회》 (강화도 전등사), 초대가수 〈꽃마차〉,〈째깍째깍〉,〈남자는 배 여자는 항구〉,〈오빠는 풍각쟁이〉
- 2021.05.07. 유튜브 풀피리프로젝트 《함께 부르기》 '어버이날 노래', 〈어머님의 마음〉
- 2021.08.27~28 태백시 유튜브 홍보영상 촬영
- 2021.09.09. 유튜브 엘프TV 《콩자반쇼》 '우리가 사랑하는 대중가요♥ 미래, 반가~희喜', 게스트(신미래 & 반가희), 〈꽃마차〉,〈째깍째깍 (EDM ver.)〉,〈오빠는 풍각쟁이〉,〈남자는 배 여자는 항구〉
- 2021.11.02. SK broadband 서울방송 《동네스타》 4회 '인간 축음기, 신미래', 인터뷰, 〈오빠는 풍각쟁이〉,〈꽃마차〉,〈째깍째깍 (EDM ver.)〉
- 2022.09.14. LIVE. ON 《트로트&7080 공연》〈우아한 사랑〉,〈째깍째깍(EDM ver.)〉,〈오빠는 풍각쟁이〉

## 뉴스 보도
- 2021.02.22. 《스포츠경향》 신미래 향단이 될뻔한 사연?|트롯 전국체전 이후의 신미래?|신미래가 스경에 왔다[41]
- 2021.03.03. 강원도민일보 《강원도민TV》 '음색마녀 신미래(춘천 출신)의 못다한 이야기...트롯전국체전 탈락 심경고백과 경연 뒷이야기 전격공개'
- 2021.03.24. 《신동아》 [단독 인터뷰] ‘인간 축음기’ 트로트의 미래 신미래 “일 없어 천장만 바라보고 있을 때 가장 속상했다”
- 2021.07.06. 《NEWSen》 신미래 “7년 무명, 생계 위해 물리치료사 알바‥‘트전체’로 일상 달라져”[EN:인터뷰①][42], 신미래 “‘포기하지 마라’ 팬들 응원에 용기, 조명섭과 컬래버 해보고 파”[EN:인터뷰②][43]
- 2022.11.23. MBN 《뉴스파이터》 임창정·아이큐·신미래의 새로운 트로트

## 공연
- 2017.09.15. 《2017 군산 시간여행 축제》 개막식 공식행사 주제공연 〈근대이야기 속으로〉 - 소설 〈탁류〉속 '초봉이' 역, 〈아름다운 나라〉,〈사랑에 속고 돈에 울고〉,〈시의 찬미〉,〈오빠는 풍각쟁이〉
- 2021.03.21. 《1st 이승훈 언택트 콘서트 - “RAINY STREET"》 스페셜 게스트, 〈꽃마차〉, 〈째깍째깍〉
- 2021.05.27. 《THE 신나는 트롯 콘서트》 (인천교육청 평생학습관), 초대가수
- 2021.09.24. G1방송 창사20주년 기념 《제2회 박건호음악회》 (원주 백운아트홀), 초대가수 〈꽃마차〉,〈째깍째깍 (EDM ver.)〉,〈빙글빙글〉
- 2022.06.11. 《신미래 팬미팅 & 미니 콘서트》(서울 하마씨어터)
- 2022.10.08.~10.09. 《2022 트롯 전국체전 성남 콘서트 - 소확행》(성남아트센터 오페라하우스)
- 2023.05.28. 《2023 트림콘서트 트롯》 (부산 아시아드 보조경기장), 〈오빠는 풍각쟁이〉

## 행사
- 2015.07.03. CBS 《러빙유 콘서트》 '1군단 한마음 위문공연', 초대가수 〈남자는 배 여자는 항구〉,〈짠짜라〉
- 2015.10.16. CBS 《러빙유 콘서트》 '26사단 한마음 위문공연', 초대가수 〈남자는 배 여자는 항구〉,〈짠짜라〉
- 2017.11.24. 《전주 영 트로트 스타 페스티벌》축하무대 〈미워요〉
- 2018.08.29. 화천군《문화가 있는 날-작은 음악회》초대가수[44] 〈오빠는 풍각쟁이야〉
- 2018.09.06. 《전국 장사 씨름대회》 〈째깍째깍〉
- 2018.10.27. 《경동고등학교 40주년 기념식》초대가수 〈째깍째깍〉,〈짠짜라〉,〈미워요〉,〈오빠는 풍각쟁이야〉
- 2021.03.05. 양산 《우리마트 오픈행사》
- 2021.04.04. (사)대한물리치료사협회 경기도회 《2021년 경기도회 제6회 학술대회》 초대가수 〈꽃마차〉,〈째깍째깍〉,〈남자는 배 여자는 항구〉,〈오빠는 풍각쟁이〉,〈짠짜라〉
- 2021.06.11. 《2021 단오장사 씨름대회》 축하공연
- 2021.08.14. 코로나 극복 랜선콘서트 《제6회 영덕 썸머&뮤직 페스티벌》 '트롯 영덕 열전' (예주문화예술회관 대극장), 초대가수 〈꽃마차〉,〈째깍째깍 (EDM ver.)〉,〈오빠는 풍각쟁이〉,〈이별의 부산 정거장〉,〈콩깍지〉
- 2021.10.31. 《제12회 효사랑 나눔 한마당》 초대가수, 〈꽃마차〉,〈째깍째깍 (EDM ver.)〉,〈오빠는 풍각쟁이〉,〈남자는 배 여자는 항구〉,앵콜〈콩깍지〉
- 2021.11.05. 《2021 마산국화축제》 '특례시 출범 기념', 초대가수 〈꽃마차〉,〈째깍째깍 (EDM ver.)〉,〈오빠는 풍각쟁이〉,〈이별의 부산 정거장〉
- 2021.11.13. 목포MBC 《2021 해남미남축제》 (해남군 삼산면 두륜산 도립공원 잔디구장 일원), 초대가수 〈꽃마차〉, 〈오빠는 풍각쟁이〉, 〈째깍째깍 (EDM ver.)〉
- 2021.11.14. 문화로 토닥토닥 《2021 찾아가는 공연》 Ep.8 (돈의문박물관마을 마을마당), 초대가수 〈꽃마차〉,〈째깍째깍 (EDM ver.)〉,〈오빠는풍각쟁이〉,〈남자는 배 여자는 항구〉,〈이별의 부산 정거장〉,〈콩깍지〉
- 2021.11.20. 광명시 《시민과 함께 만들어가는 제2회 공감 콘서트》 초대가수 〈꽃마차〉,〈째깍째깍 (EDM ver.)〉,〈오빠는풍각쟁이〉,〈이별의 부산 정거장〉
- 2021.12.15. G1방송 《2021 강원 키즈테이너 드림 콘테스트 - 키드싱어》 , MC(진행자)
- 2021.12.16. 《2021 순창군 송년음악회》 초대가수 〈꽃마차〉,〈째깍째깍 (EDM ver.)〉,〈오빠는 풍각쟁이〉,〈이별의 부산 정거장〉,〈콩깍지〉
- 2022.06.07. 천안시 BTN불교TV 《제6회 천안 국사봉 천왕사 - 연산홍, 꽃잔디 축제 및 산사음악회》 초대가수 〈이별의 부산 정거장〉, 〈좋은 계절에〉,〈째깍째깍(EDM ver.)〉,〈오빠는 풍각쟁이〉
- 2022.10.01. 《제40회 금산인삼축제》 40주년 특별공연 《K-트롯대전》 초대가수 〈오빠는 풍각쟁이〉,〈우아한 사랑〉,〈이별의 부산정거장〉,〈자갈치 아지매〉

## 수상
- 《YMCA 춘천 청소년 가요제》 대상 수상
- 춘천《소양강처녀가요제》 금상 수상
- 2022.02.22. 《제8회 대한민국 예술문화 스타대상》 트롯인기가수상

## 학력, 경력

### 학력
- 한림성심대학교 물리치료과

### 경력
- 물리치료사

## 뮤직 차트

#### 가온 뮤직 차트 - BGM차트(주간)
| 년도   | 주차   | 구분   | 순위 | 곡명                | 아티스트                      | 앨범                     |
| ------ | ------ | ------ | ---- | ------------------- | ----------------------------- | ------------------------ |
| 2022년 | 17주차 | (종합) | 93위 | 〈좋은 계절에〉     | 신미래                        | 《좋은 계절에》          |
| 2021년 | 7주차  | (종합) | 31위 | 〈오빠는 풍각쟁이〉 | 신미래                        | 《트롯 전국체전 PART.9》 |
| 2021년 | 6주차  | (종합) | 55위 | 〈꿈속의 사랑〉     | 미래로 가는 길(김윤길&신미래) | 《트롯 전국체전 PART.8》 |
| 2021년 | 6주차  | (종합) | 59위 | 〈꽃마차〉          | 신미래                        | 《트롯 전국체전 PART.6》 |
| 2021년 | 5주차  | (종합) | 81위 | 〈꽃마차〉          | 신미래                        | 《트롯 전국체전 PART.6》 |
| 2021년 | 3주차  | (종합) | 42위 | 〈꽃마차〉          | 신미래                        | 《트롯 전국체전 PART.6》 |

#### 〈더 트롯쇼〉 차트
| 년도   | 월 | 순위 | 곡명                    | 아티스트 | 앨범                    |
| ------ | -- | ---- | ----------------------- | -------- | ----------------------- |
| 2021년 | 9  | 43위 | 〈째깍째깍 (EDM ver.)〉 | 신미래   | 《째깍째깍 (EDM ver.)》 |
| 2021년 | 10 | 32위 | 〈째깍째깍 (EDM ver.)〉 | 신미래   | 《째깍째깍 (EDM ver.)》 |
| 2021년 | 11 | 28위 | 〈째깍째깍 (EDM ver.)〉 | 신미래   | 《째깍째깍 (EDM ver.)》 |
| 2022년 | 3  | 25위 | 〈째깍째깍 (EDM ver.)〉 | 신미래   | 《째깍째깍 (EDM ver.)》 |

## 기타
- 별명: 인간축음기, 음색마녀, 리틀 심수봉, 만요소녀, 속초의 딸[45], 갓퓨처, 이뽀미래, 음색요정(미녀), 여신미래, 꾀보(꾀꼬리보이스), 솜보(솜사탕보이스), 다꾀(다정한꾀꼬리), 노래하는 물리치료사, 꾀꼬리, 은쟁반에 옥구슬, 레트로여왕, 뉴트로장인, 인간문화재
- 특기: 우쿨렐레
- 좋아하는 음식: 삼겹살, 돈가스, 탕수육, 바나나, 꿀떡, 초코렛
- 종교: 없음(엄마교[46])
- MBTI : ESFP